# Psychotria dipteropodioides
Psychotria dipteropodioides är en måreväxtart som beskrevs av Seymour Hans Sohmer. Psychotria dipteropodioides ingår i släktet Psychotria och familjen måreväxter. Inga underarter finns listade i Catalogue of Life.